# Vulkaanuitbarsting onder de Eyjafjallajökull 2010

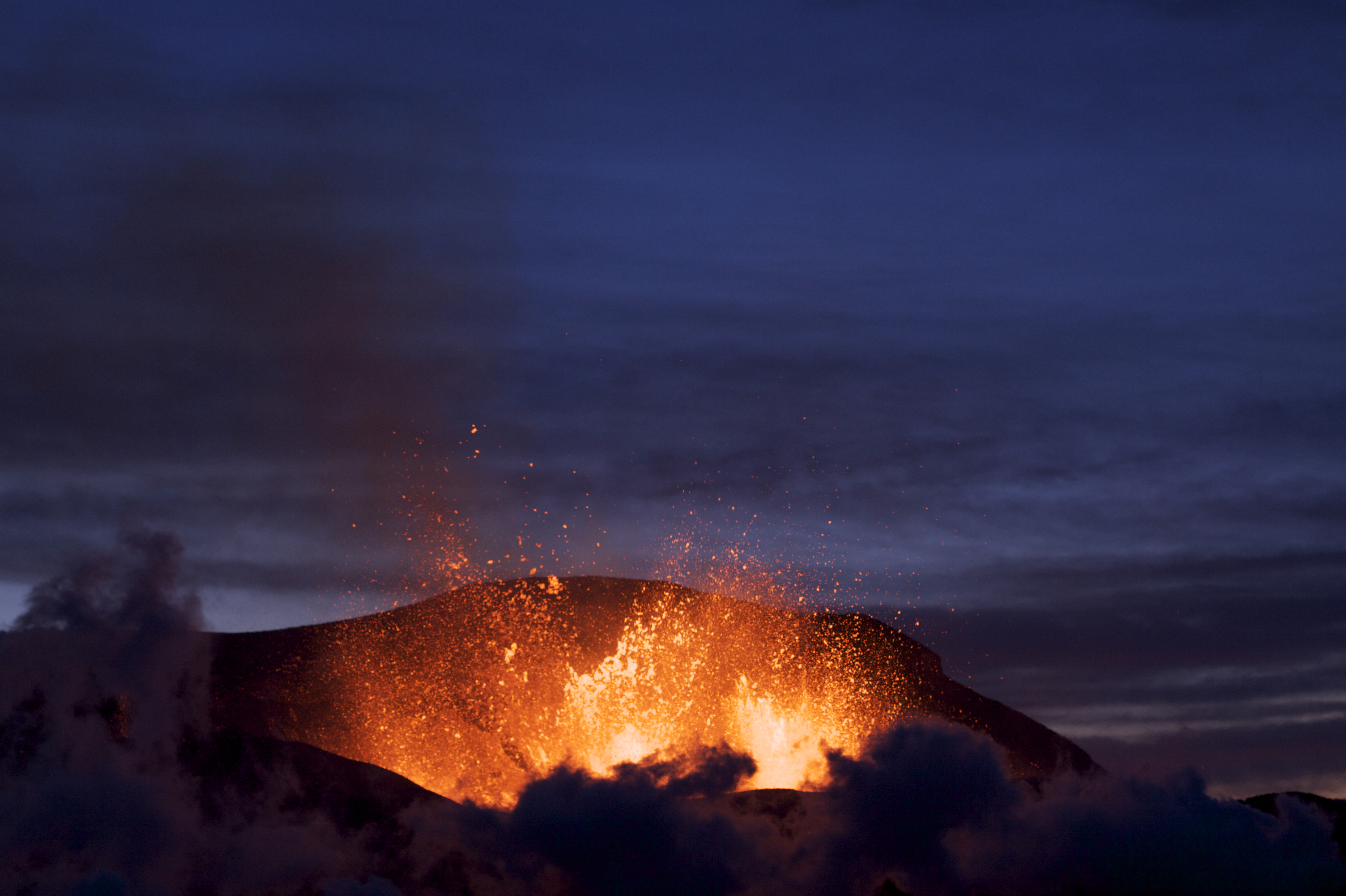
Eruptie nabij de Fimmvörðuháls op 27 maart 2010

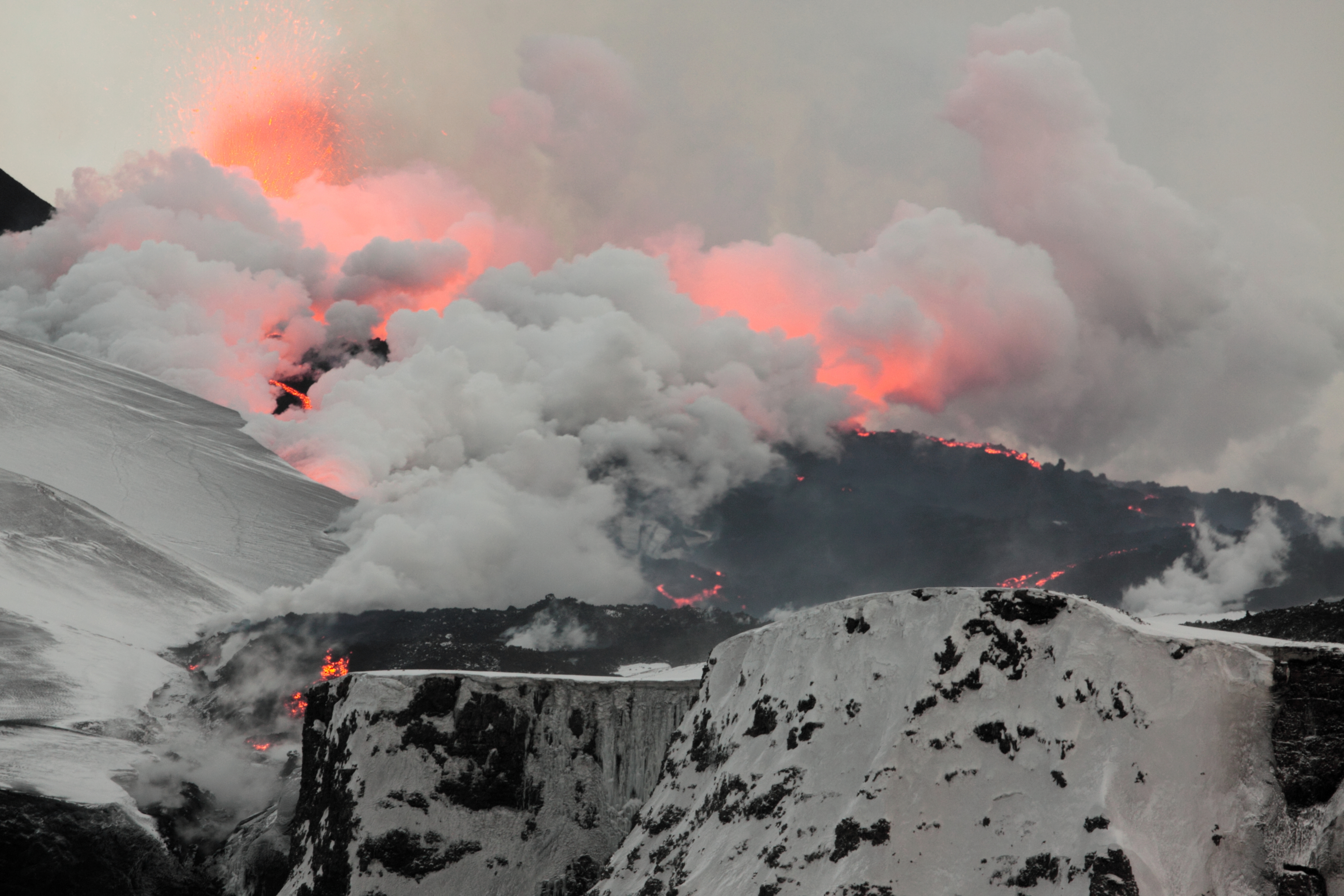
De tweede eruptie: Een fissuur aan de noordzijde van de pas deels onder de Eyjafjallajökull op 2 april 2010

De vulkaanuitbarstingen onder de gletsjer Eyjafjallajökull op IJsland in maart en april 2010 hebben geleid tot overstromingen (door het abrupte smelten van de gletsjer) en evacuaties op IJsland en een verstoring van het Europese vliegverkeer door een grote vulkanische aswolk tot meer dan 8 kilometer hoogte.

## Verloop
Aan het eind van 2009 werd er bij Eyjafjallajökull seismologische activiteit waargenomen, enkele duizenden aardbevingen met een kracht van 1 à 2 Mw op zo'n 7 kilometer onder de vulkaan. 
Op 26 februari 2010 gaf de gps van het Meteorologisch Instituut in IJsland een verplaatsing van de aardkorst aan: de aardkorst was maar liefst drie centimeter zuidwaarts verschoven, waarvan een centimeter in de voorgaande vier dagen. Door de seismologische activiteit en de verschuiving van de aardkorst concludeerden geofysici dat er magma stroomde in de magmakamer onder de Eyjafjallajökull-gletsjer.
De seismologische activiteit hield aan en van 3 tot 5 maart werden bijna drieduizend aardbevingen gemeten onder de vulkaan. Veel daarvan waren te klein om een waarschuwing voor een mogelijke eruptie uit te geven, maar sommige aardbevingen konden in dichtbijgelegen dorpen worden gevoeld.
Deze activiteit leidde tot een uitbarsting op 20 maart 2010 en een grotere uitbarsting op 14 april. Door de tweede uitbarsting werd as meegevoerd richting Noordwest-Europa, waardoor het luchtruim werd afgesloten.

### Eerste uitbarsting op 20 maart 2010
Net ten oosten van de gletsjer, op de pas Fimmvörðuháls, begonnen op 20 maart 2010 nieuwe vulkanische uitbarstingen. Hierbij werd lava uit een enkele honderden meters lange fissuur omhoog gespoten, deze activiteit duurde tot 13 april.
Omdat er gevaar bestond voor overstromingen door grote hoeveelheden smeltwater, werden in een gebied ten zuiden van de gletsjer - met name in de gebieden rond Fljótshlíð, Eyjafjöll en Landeyjar - vijfhonderd boeren en hun families geëvacueerd. Vluchten van het vliegveld in Reykjavik naar Keflavík werden geannuleerd. Op 22 maart werd het evacuatieplan naar beneden bijgesteld en konden de 500 boeren weer naar huis.

#### Effect op water
Een debietmeter in de rivier van de Eyjafjallajökull- en Mýrdalsjökullgletsjers, Krossá, registreerde na de eerste uitbarsting een snelle stijging van het peil en de temperatuur van het rivierwater. In twee uur steeg de watertemperatuur met 6 graden Celsius, wat sinds het begin van de metingen in de rivier niet is voorgekomen. Snel daarna daalden de watertemperatuur en het waterpeil weer naar normale waarden.

#### Analyse
Monsters van as van de eruptie toonden een hoeveelheid siliciumdioxide aan van 58%, wat een veel hogere concentratie is dan in de lavastroom. De concentratie fluoride in de as bleek 104 milligram per kilogram as te zijn. Boeren in de omgeving van de uitbarsting werden geadviseerd hun vee niet van besmette waterbronnen te laten drinken, omdat hoge concentraties fluoride dodelijk kunnen zijn, vooral bij schapen.

### Tweede uitbarsting op 14 april 2010
Een tweede uitbarsting vond plaats op 14 april 2010. Deze was volgens deskundigen tien à twintig keer heviger dan die op 20 maart. Aan de noordzijde van de 2 tot 2,5 kilometer grote caldera van de vulkaan bevindt zich een scheur in de wand. Het gletsjerijs in de caldera stroomt via deze breuk naar het noorden af, en eindigt uiteindelijk in de Gígjökull (Kloofgletsjer) gletsjertong. Vrijgekomen smeltwater stroomde vlak ten westen van deze gletsjer van de vulkaan en deed de waterspiegel in de Markarfljót in enkele uren met drie meter stijgen en overspoelde grote delen van het land. De ringweg werd tussen Hella en Skógar afgesloten en enkele gedeelten van de weg werden even ten westen van de Seljalandsfoss weggeslagen. Honderden omwonenden werden geëvacueerd. Het vliegverkeer in heel Noord- en West-Europa, tot in Frankrijk toe, werd volledig stilgelegd door de aswolken die vrij waren gekomen sinds de uitbarsting. Deze tefra ontstond doordat het water van het gesmolten gletsjerijs na contact met het magma explosief verdampte en de plotseling afgekoeld magma tot kilometers hoog de lucht in lanceerde. Het uitgestoten materiaal bestond uit messcherpe fragmenten en stof van andesiet en ryoliet. Inademing van dit stof kan ernstige longbeschadiging geven, waardoor de bewoners zich met mondmaskers dienen te beschermen. Ook de ogen moesten worden beschermd.
Op 22 april ging de wind draaien waardoor ook IJsland zelf met het vulkanische stof werd bestoven. Hierdoor werden ook de vliegvelden in Keflavík en Reykjavik geregeld gesloten. De vliegvelden Akureyri en Egilsstaðir konden een deel van het vliegverkeer overnemen.
Op 26 april nam de hevigheid van de eruptie af, maar men verwachtte dat ze nog langere tijd zou voortduren.

## Naamsverwarring
Zowel de vulkaan zelf als een gletsjer erbovenop draagt dezelfde naam Eyjafjallajökull. Omdat jökull het IJslandse woord voor gletsjer is, is in de pers verwarring ontstaan over de echte naam van de vulkaan, die overigens ook Eyafjalla of Eyjafjöll genoemd mag worden.
In de media is ook Guðnasteinn (Guðni’s rots) opgedoken als naam voor de vulkaan. Guðnasteinn is echter niet de naam van de vulkaan zelf, maar is de tweede hoogste rots en ijsformatie op de rand van de hoofdkrater. Deze ligt vlak naast de plaats waar de tweede uitbarsting van de Eyjafjallajökull in 2010 heeft plaatsgevonden. Guðnasteinn geniet ook enige naambekendheid in IJsland omdat er een oude legende bestaat over het ontstaan van deze rotsformatie.

## Gevolgen
Het vliegverkeer in Europa werd voor enkele dagen hevig verstoord door de grote aswolk. De vulkanische as is namelijk gevaarlijk voor vliegtuigmotoren. Daarom werd het luchtruim van België, Denemarken, Ierland, Nederland, Noorwegen, het Verenigd Koninkrijk en Zweden op 15 april volledig gesloten. Later op de avond volgden ook het Duitse, Estische, Finse, Noord-Franse, Oostenrijkse, Noord-Italiaanse en Zwitserse luchtruim. Een dag later werd het Noord-Zweedse luchtruim weer geleidelijk opengesteld. Intussen hadden ook andere landen hun luchtruimen en luchthavens gesloten. In totaal werden in veertig landen en territoria luchthavens volledig gesloten.

## Film
In 2013 werd er een Franse komische film uitgebracht die de naam van deze vulkaan draagt, en waarvan het verhaal zich tijdens de uitbarsting afspeelt.

## Afbeeldingen

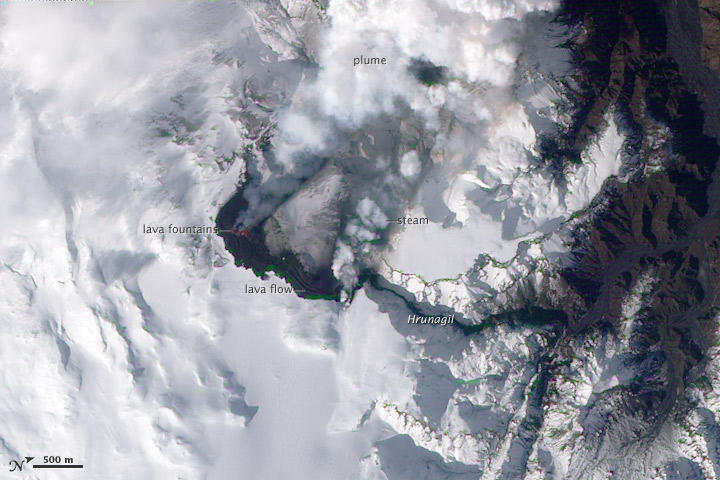
NASA-satellietfoto van 24 maart 2010
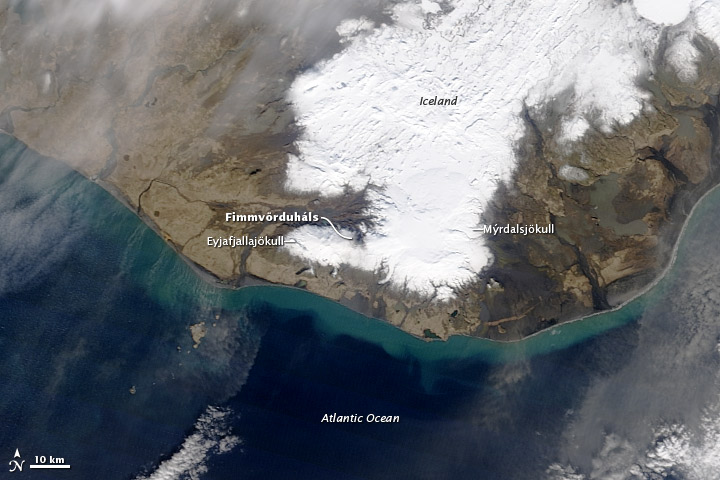
NASA-gebiedsfoto van 26 maart 2010
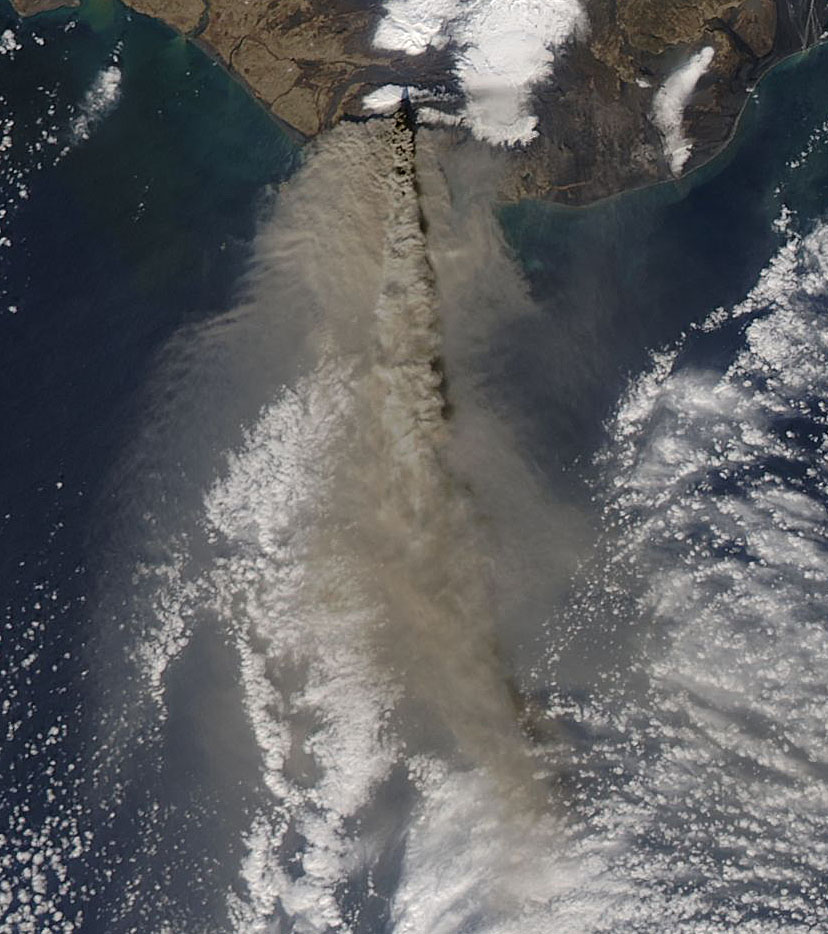
Asuitstoot op 17 april 2010
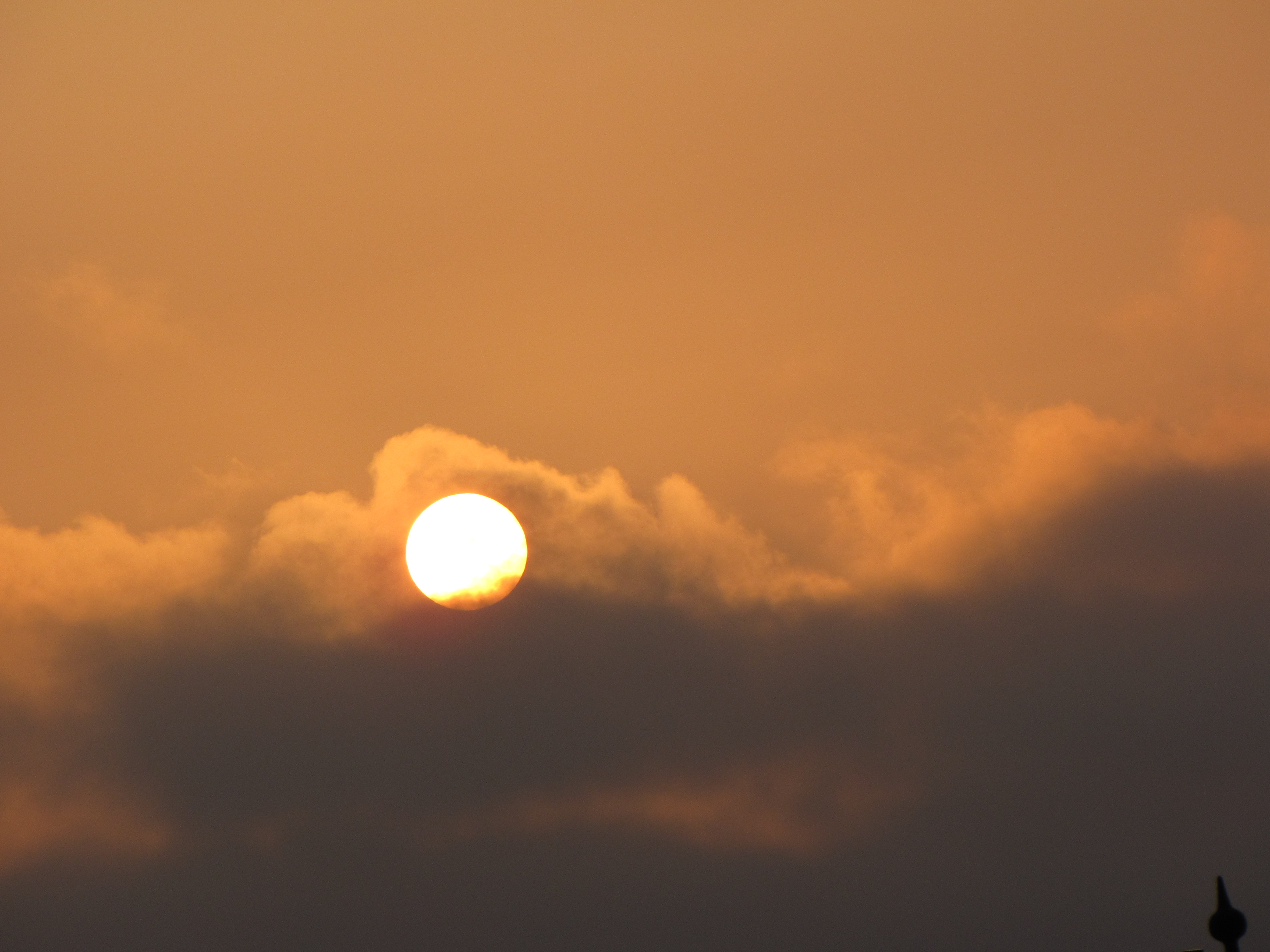
Rode zonsondergang in Groningen vanwege de asdeeltjes